# Hiatus Kaiyote
Hiatus Kaiyote ist ein Neo-Soul-Quartett, das 2011 in Melbourne, Australien gegründet wurde.

## Geschichte
Die Band entstand, nachdem Bassist Paul Bender ein Konzert der Sängerin Nai Palm in einem Klub in Melbourne sah. Der Keyboarder Simon Mavin und der Schlagzeuger Perrin Moss stießen später dazu.
Bei dem Wort Kaiyote handelt es sich um eine Wortneuschöpfung, die laut Palm die Kreativität des Publikums anregen soll.
2012 veröffentlichte die Band ihr Debütalbum Tawk Tomahawk als self-release, 2013 schließlich auf dem Label Flying Buddha.
Bei den Grammy Awards 2014 war der Song Nakamarra (aus dem Album Tawk Tomahawk, feat. Q-Tip) in der Kategorie Best R&B Performance nominiert, wurde jedoch von Snarky Puppy und Lalah Hathaway mit Something geschlagen.
2014 wurde die Band auf Tour von den Backgroundsängern Jace, Loreli und Jay Jay unterstützt.
Die Band veröffentlichte ihr zweites Album Choose Your Weapon am 1. Mai 2015. Das Album stieg auf Platz 22 in die australischen Musikcharts ein.

## Diskografie
Alben
- 2012: Tawk Tomahawk
- 2015: Choose Your Weapon
- 2021: Mood Valiant
- 2024: Love Heart Cheat Code

EPs
- 2014: By Fire

Singles
- 2013: Live in Revolt